# Monte Agnello (Lazio)
Il Monte Agnello è un rilievo dei monti Ernici, nel Lazio, nella provincia di Frosinone, nel comune di Guarcino.